# Generación del 51
Por generación del 51 se conoce al grupo de compositores nacido entre 1924 y 1938, que definió en España la modernidad en el campo de la música, tras la estética nacionalista de principios de siglo. Centrados en Madrid y Barcelona, aquel movimiento tuvo un cierto mimetismo con la plástica. Efectivamente, a partir de 1948 proliferaron los grupos de pintura, Salones de los Once, Academia Breve de Crítica de Arte, Grupo Pórtico, Dau al Set, Escuela de Altamira, Escuela de Vallecas, Escuela de Madrid, El Paso, etc.; y los primeros movimientos musicales (como el círculo Manuel de Falla o Juventudes Musicales) surgieron desde la vorágine de creación de grupos plásticos.
La generación del 51, compuesta por jóvenes heterogéneos que rondaban la veintena, tuvo como misión hacer visible cuál debía ser el papel de la música en consonancia con las vanguardias europeas. El lanzamiento del grupo comienza al inicio de los cincuenta, pero no se puede hablar de una postura vanguardista al menos hasta una década después, en 1959, con el uso del lenguaje serial. Los primeros movimientos se manifestaron en Barcelona y Madrid a través de grupos como Juventudes Musicales en Madrid en 1952, Nueva Música en 1958, Música Abierta, Tiempo y Música, Alea, etcétera.
El primer indicio de cambio en Madrid viene de las antefianzas del compositor chileno Pablo Garrido, que presenta las teorías dodecafónicas a algunos compositores jóvenes. En 1952 se inauguran en Madrid las Juventudes Musicales, dirigidas por Fernando Ember, y en 1954 aparecen artículos sobre la actividad de estos nuevos compositores. Pero nada de lo que entonces se hizo puede ser considerado como vanguardia y hay que esperar al estreno en Darmstadt, en 1957, de Ukanga de Juan Hidalgo para poder hablar de ella.
Exceptuando esta aventura solitaria, el primer manifiesto generacional se debe al grupo madrileño Nueva Música, fundado en 1958, por iniciativa de Ramón Barce, estando compuesto por Manuel Moreno-Buendía, Antón García Abril, Cristóbal Halffter, Manuel Blancafort, Manuel Carra, Luis de Pablo y Fernando Ember. En el mismo año se realizará su primer concierto, cuya definición estética se enmarca en un claro atonalismo, con obras como los Once preludios de Barce o la Sonatina Giocosa de De Pablo. Pero quizá lo más destacable fuera el anónimo manifesto leído antes del concierto y la postura hostil de la prensa, sobre todo de Abc. El grupo duró poco y desembocó en el Aula de Música.
Sólo un mes después, en abril de 1958, se daba en el Ateneo madrileño el primer concierto, iniciándose el Aula de Música que acogía a los miembros del grupo Nueva Música y en el que la línea compositiva no va más allá de la atonalidad. Desde 1958 a 1973 funciona, bajo la dirección de Fernando Ruiz Coca, el Aula de Música del Ateneo de Madrid: por ella pasaron todo tipo de tendencias artísticas, desde las más conservadoras hasta las más novedosas. No es exagerado decir que la renovación musical española se opera desde esta institución y parece claro que los compositores que forman la llamada generación del 51 deberían englobarse bajo el nombre de generación del 58, fecha del grupo Nueva Música del Aula de Música y de los primeros estrenos continuados puramente vanguardistas.
En el concierto de 7 de junio de 1959 encontramos lo que puede ser considerado como el primer concierto puro de vanguardia. Se estrenará Sonata de Barce, Sonata para violín solo de Cristóbal Halffter y Cinco invenciones de De Pablo, todas definidas ya por un claro uso del serialismo. A partir de aquí ya no era posible la vuelta atrás. El grupo delimita claramente sus posiciones: unos se retiran y otros (como García Abril y Moreno-Buendía) comienzan a caminar en estéticas divergentes de los postulados vanguardistas del grupo. También hay que anotar que irán apareciendo otros miembros de esta generación que, o bien son madrileños, o comienzan a vivir en esta ciudad, como Carmelo Bernaola, Ángel Arteaga, Claudio Prieto, Agustín Gónzalez Acilu, Agustín Bertoméu.
Después de la asunción de las corrientes constructivistas del serialismo apareció el resto de las líneas musicales europeas: el objetualismo y las corrientes aleatorias. Dentro de la corriente objetualista, es decir, aquella en la que la forma no se erige en categoría absoluta de la creación, destacan obras de Ramón Barce como Objetos sonoros, de 1963. Carmelo Bernaola es otro autor que deja varias obras dentro de la corriente objetual; así Mixturas, 1964, o Heterofonías, de 1965; igualmente Luis de Pablo, con su uso de módulos en Prosodia, Polar, Cesuras e Iniciaciones.
Finalmente llegaron las tendencias aleatorias o la indeterminación, es decir, el sistema que atacaba a la base de las tendencias estructuralistas del serialismo. Se trataba de un modo de componer esencialmente intuitivo y nada sistemático, con un claro carácter antirracionalista, dependiente del azar. La indeterminación comenzó a preocupar en Europa después de las visitas de John Cage en 1954 acompañado del pianista David Tudor. El concierto tuvo dos virtualidades: significó el inicio en España de la música abierta y sirvió para confrontar el lugar en el que se encontraba cada uno. En España entrará la aleatoriedad en sus cuatro variantes: música móvil, música flexible, música abierta y grafismo. Con ello el proceso formativo terminaba y el grupo madrileño se encontraba en el creativo, perfectamente imbricado en Europa.